# Eosentomon boguslavi
Eosentomon boguslavi är en urinsektsart som beskrevs av Andrzej Szeptycki 1977. Eosentomon boguslavi ingår i släktet Eosentomon och familjen trakétrevfotingar. Inga underarter finns listade i Catalogue of Life.